# Гивнер, Юрий Михайлович
Ю́рий Миха́йлович Ги́внер (также Георг Хю́фнер, Юрий Ги́бнер ) (около 1630 — 1691, Москва) — учитель в Немецкой слободе, переводчик Посольского приказа. Руководитель придворного театра царя Алексея Михайловича (1675). Постановщик и, возможно, автор одной из первых русских пьес — «Темир-Аксакова действа» («Комедии о Тамерлане и Баязете»). В спектаклях Гивнера исследователи находят черты т. н. «английской» комедии XVII века, западнорусской школьной драмы, средневековых мираклей и даже придворных церемоний .
В отличие от своего предшественника пастора Грегори, в качестве источника для драматических сочинений использовал не Библию, а исторические повествования. «Темир-Аксаково действо» описывало борьбу среднеазиатского эмира Тимура (Тамерлана) с османским султаном Баязидом Молниеносным, завершившуюся поражением османов и пленением султана в битве при Анкаре в 1402 году.

## Биография
Согласно большинству источников, Георг Хюфнер был уроженцем Саксонии, хотя есть версия о его возможном происхождении «из московских немцев» . В 1649 году он выехал в Польшу, где поступил на военную службу к гетману Винценту Гонсевскому. Во время русско-польской войны Хюфнер попал в плен после взятия Дубровны и был в 1656 году привезён в Смоленск. Видные члены Московской иноземной колонии полковники Иоганн фон Ховен и Вилим Брюс, узнав, что пленник — «человек учёной, умеет латинской и немецкой грамоте», выхлопотали ему разрешение ехать в Москву и стать учителем в Немецкой слободе . Вскоре Хюфнер женился на дочери одного из обитателей слободы, Андрея Ута, и обзавёлся своим двором. С начала 1670-х годов имя саксонца фиксировалось в русских текстах как Юрий Гивнер (Гибнер) или «Юрья Михайлов». Этот вариант нашёл отражение в комедии А. Н. Островского «Комик XVII столетия» (1872), одним из персонажей которой является учитель немецкого языка Юрий Михайлов. Советский литературовед П. Н. Берков отмечал также, что в ряде документов Гивнера называли Яковом.
В 1672 году настоятелю кирхи Петра и Павла, магистру Йенского университета Иоганну Готфриду Грегори было поручено руководить первым придворным театром. Гивнер и его свойственник — живописец и «перспективного дела мастер» Петер Энгельс (Инглес) — вошли в число ближайших сотрудников пастора . 16 февраля 1675 года Грегори умер, и Гивнер возглавил театр единолично. За короткий период он осуществил несколько постановок, в том числе скомпилированную на основе разных источников трёхактную «Комедию о Тамерлане и Баязете». В конце 1675 года, по рекомендации смоленского воеводы князя Михаила Голицына, заведование театральным делом перешло в руки бывшего преподавателя Киево-Братской коллегии Степана Чижинского, а Гивнер вернулся к должности учителя латинского и немецкого языков с жалованьем в «55 рублёв, подённого по 8 алтын» .
Когда летом 1679 года Андрей Виниус был пожалован в дьяки Аптекарского приказа, на освободившуюся должность в Посольском приказе по совету других переводчиков пригласили Гивнера. На специальном экзамене он показал достаточные познания в немецком, голландском и латинском языках, а также умение говорить и писать по-русски. Официальное назначение состоялось 25 октября 1679 года, оклад был определён в «65 рублёв и подённых денег по 9 алтын», — то есть всего, по вычислению приказа, 163 рубля 55 копеек в год . В 1683 году Гивнер был отправлен со стольником Петром Потёмкиным во Францию и Испанию, но самовольно возвратился в Москву до окончания посольства, за что временно лишился жалованья. В том же году его отдали на поруки за оскорбление иноземца полковника Олафа фон Грана.

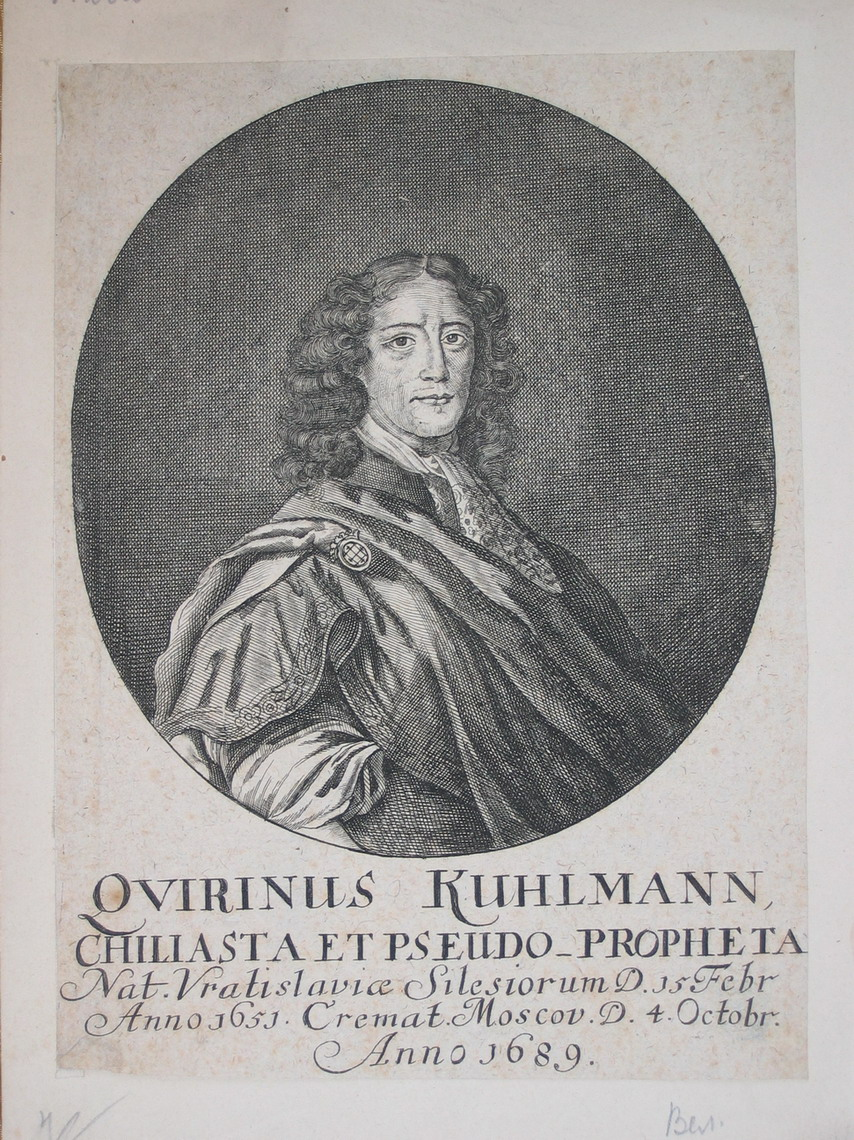
Квирин Кульман (1651—1689). Гравюра XVIII века

Будучи ярым лютеранином, переводчик выступил в 1689 году против приехавшего в Москву писателя-мистика Квирина Кульмана. По наблюдению историка культуры А. М. Панченко, «тот факт, что иезуиты выступили против Кульмана, в комментариях не нуждается. Интересно другое: ещё резче отозвались о Кульмане лютеране: пасторы Мейнеке и Бартольд и переводчик Посольского приказа Юрий Михайлович Гивнер» . Гивнер и другой сотрудник Посольского приказа, дьяк Иван Тяжкогорский, ознакомились с изъятыми у Кульмана бумагами и составили т. н. «Мнение переводчиков», приложенное затем к розыскному делу. Авторы «Мнения» писали о Кульмане и его московском покровителе купце Конраде Нордермане, что те

«веру держат той ереси, имянуемой квакори, которых в Галанской и в Англинской землях и в иных тамошных местех множество, подобны здешним раскольщикам: живут своеобычно, и всё имеют у себя в обще, и никого не почитают, и предо монархами шляпы не снимают, и не токмо их государями, но и господами не имянуют, и говорят, что началствует над ними един Господь Бог, а они де, монархи, люди такие ж, что и они» .

4 октября 1689 года Кульмана и Нордермана казнили на Красной площади за «еретичество» и неуважение к царской власти. Нетерпимость Гивнера к «иноверным» европейцам привела к тому, что в 1690 году его по «кляузе» обвинили в оскорблении католиков. Польский резидент жаловался царю Ивану Алексеевичу: «Он, Юрья, о высланных езуитах бытия их на Москве Лютером и Кальвином в поругании и в посмеянии на них, езуитов, роздал в Новонемецкой слободе письма» . Полугодовое жалование переводчика вновь было задержано. Через несколько месяцев он скончался.

## Деятельность в придворном театре

### Первая постановка

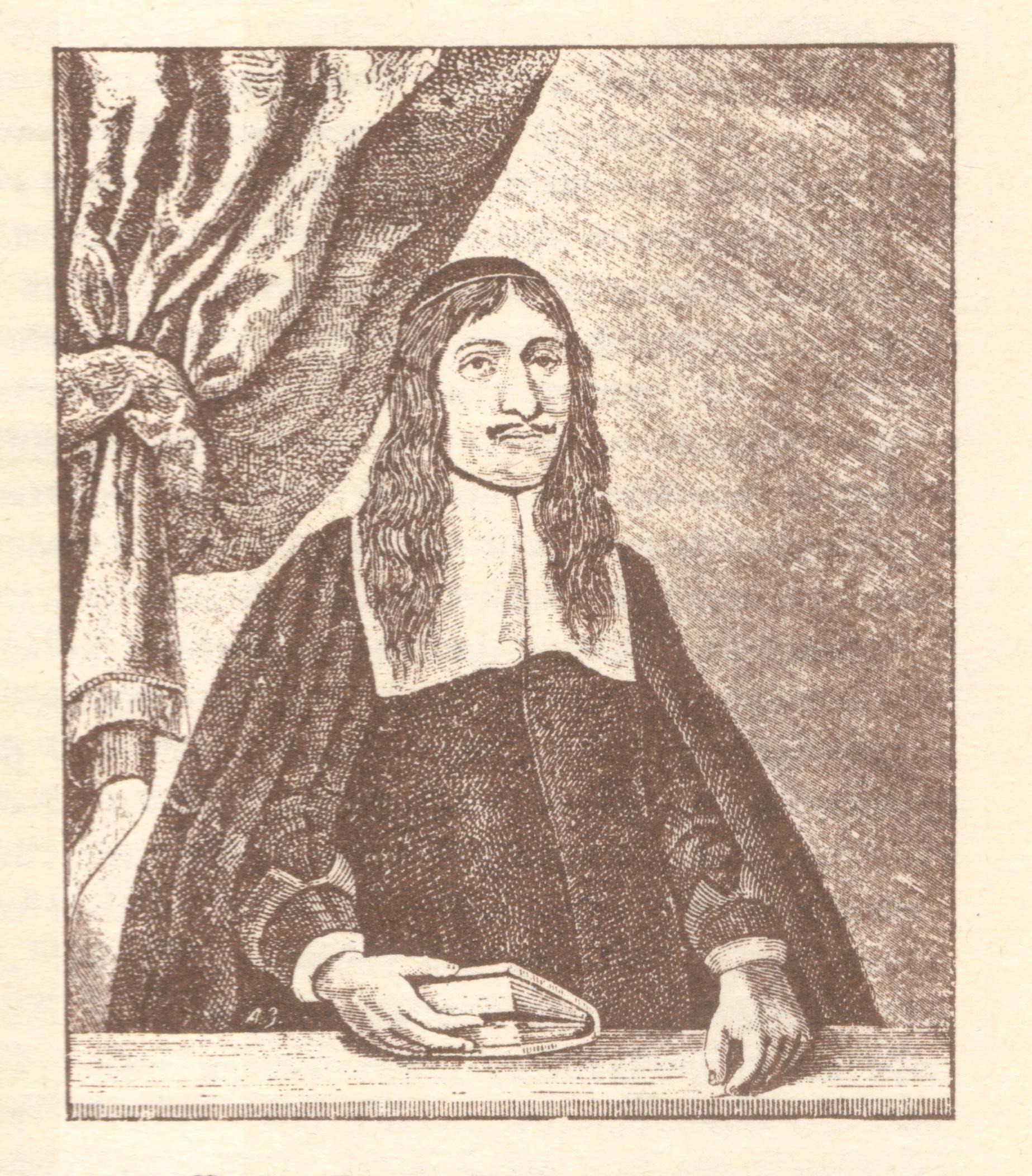
Иоганн Готфрид Грегори (1631—1675). Гравюра С. Гримма (1667)

Алексею Михайловичу, желавшему устроить свою придворную жизнь наподобие европейских королевских дворов, было известно, что важную часть развлечений западноевропейских монархов составляли театральные представления. Организацию русского театра государь доверил управляющему Посольским приказом Артамону Матвееву — воспитателю царицы Натальи Кирилловны. 15 мая 1672 года Матвеев отправил в Курляндию полковника Николая фон Стадена с предписанием, помимо прочего, нанять в Риге двух человек, «которые б умели всякие комедии строить» . В Москве, по-видимому, не возлагали больших надежд на эту миссию, и почти сразу же после отъезда фон Стадена придворные обратились в Немецкую слободу, где изредка осуществлялись любительские постановки.
Уже 4 июня, на шестой день после рождения царевича Петра Алексеевича, вышел царский указ о том, чтобы пастор Грегори, не дожидаясь иностранных режиссёров, «учинил комедию». В постановке нужно было «действовать из Библии книгу Есфирь» . Сюжет для первого представления был выбран не случайно: история Есфири напоминала историю избрания Натальи Нарышкиной в невесты Алексею Михайловичу и, следовательно, должна была вызвать большой интерес при дворе. На постановку выделялась огромная сумма — 695 рублей, а рукопись «Артаксерксова действа» позднее была поднесена царю и по его приказу переплетена в сафьян с позолотой  . Написанный Грегори на немецком языке текст пьесы в семи актах («Артаксерксово действо») был стихотворно переведён на русский в Посольском приказе. Ю. К. Бегунов указывает, что переводчиками являлись подьячий Пётр Долгово и шляхтич Иван Поборский . Предположительным выглядит участие подьячего Ивана Енака .
Репетиции начались 21 сентября в доме пастора. Пьеса была разучена сыновьями «разных чинов служилых и торговых иноземцев» из Немецкой слободы . По мнению историка С. К. Богоявленского, артисты были учениками лютеранской школы. Литературоведы Н. К. Гудзий и В. В. Кусков полагали, что в труппе Грегори насчитывалось 60 человек  . Современный исследователь К. А. Кокшенёва пишет о 64 актёрах (женские роли исполнялись мужчинами)  .
Гивнер, совместно с учителем Иоганном Пальцером и автором известных записок о России, врачом Лаврентием Рингубером, контролировал работу над текстом ролей, рассчитанных на многочасовое исполнение. За музыкальное сопровождение спектакля отвечали Тимофей Гасенкрух и Симон Гутовский. 17 октября 1672 года в подмосковном селе Преображенском состоялось первое представление «Артаксерксова действа». Для этого на берегу Яузы была сооружена деревянная «Комедийная хоромина» площадью в 90 квадратных сажен, около 55 из которых занимала сцена. Последующие спектакли проходили там же, а в зимнее время — в Кремле, в верхних палатах Аптекарского приказа, где в конце января 1673 года под руководством стрелецкого сотника Данилы Кобылина был обустроен «Потешный двор». Декорации перевозились и монтировались на обеих сценах театра.

### Гивнер как режиссёр
В 1673—1674 годах труппу пополнили 26 русских подьяческих и мещанских детей, хотя оплата труда иноземцев оставалась более высокой. Тогда же в Москве на подворье датчанина Винонта Люддена была открыта казённая актёрская школа — одно из первых в Европе учебных заведений такого рода . К концу 1674 года в школе обучалось более семидесяти «игрецов»: «робят» и взрослых «разного звания»; каждый учившийся получал по алтыну в день. Историк XIX века С. М. Соловьёв восклицал: «Так основалось в Москве театральное училище прежде Славяно-греко-латинской академии!»
Занятия в школе проводились преимущественно во время постов, когда придворные не могли смотреть представления по религиозным соображениям; многих учеников возили к немцам под караулом и «держали силою» . В эти годы Грегори и Гивнером были поставлены «библейские» пьесы: «Юдифь» («Олоферново действо»), «Жалостная комедия об Адаме и Еве», «Комедия о Товии Младшем», «Малая прохладная комедия об Иосифе». Кроме того, в придворном театре исполнялась поставленная инженером Николаем Лимом «французская пляска», а на Масленицу 1675 года царю показали музыкальный спектакль «Орфей» — обработку балета Генриха Шютца «Орфей и Эвридика» (1638), сделанную Чижинским.
Гивнер активно участвовал и непосредственно в организации постановок, на что указывают многочисленные расписки в приёме комедийного платья и денег на приготовление реквизита . Вместе с пастором и артистами он представлялся Алексею Михайловичу и получил вознаграждение в размере около 1500 рублей по курсу начала XX века. В списке гостей, допущенных к царской руке на торжественном приёме в Кремле 7 апреля 1673 года, имя «учителя Михайлова» стоит сразу после Грегори . Сменив пастора в феврале 1675 года, Гивнер занялся подготовкой новых спектаклей: «Комедии об Егории Храбром» и «Темир-Аксакова действа». Помощниками режиссёра были лейб-медик Лаврентий Блюментрост (отчим Грегори) и «толмач» из Мещанской слободы Иван Волошенинов.
В работе с артистами Гивнер ориентировался на манеру исполнения, принятую в немецком театре XVII века. Каждый актёр должен был аффектированно «представлять» все признаки страстей и чувств, которыми наделён его герой . В постановках Гивнера применялись звуковые и световые эффекты, использовалась достаточно сложная бутафория. Например, в «Темир-Аксаковом действе» участвовали настоящие вооружённые всадники . На сцене изображались «пушечный гряд» и «стреляние рекеты» . Спектакли оформлялись живописными декорациями, располагавшимися по кулисной системе, с применением специальных «рам перспективного письма» и в сочетании со шпалерным занавесом . Для изготовления 32 декораций Петеру Энгельсу и Андрею Абакумову, работавшим в селе Софронове, летом 1675 года было отпущено 700 аршин холста и «всякий иной наряд» на 18 подводах. При Гивнере к «хоромине» в Преображенском пристроили «горницу трёх сажен», а к ней ещё такие же «сени». Кроме того, осенью 1675 года в Мещанской слободе открыли второе театральное училище (для выходцев из Речи Посполитой), но оно просуществовало менее полугода. Представления не сопровождались прежним успехом, и, получая незначительное жалованье («3 рубли на месяц, да хлеба по 6 четей ржи, овса по тому ж, да пуд соли на год»), Гивнер так и не удостоился персональной царской награды .

### Значение театра
Театральное дело с самого начала полностью финансировалось за счёт казны, для чего были привлечены доходы Владимирской чети, Галицкой чети и Новгородского приказа. Помимо царской семьи и приглашённых знатных лиц, на спектакли допускались некоторые слуги, а также иностранные дипломаты. Публику извещали о представлениях «нарочные сокольники» и «конюхи стремянные» . Согласно А. М. Панченко, «официальная культура… признавала только певческое искусство, считая музыкальные инструменты скоморошьими атрибутами» . Тем не менее, по свидетельству путешественника Якова Рейтенфельса, действие пьес сопровождалось звучанием оркестра дворовых людей боярина Матвеева, обученных немецкими музыкантами:

«В другом месте прежде представления следовало бы извиниться, что не всё в должном порядке; но тут это было бы совершенно лишнее: костюмы, новость сцены, величественное слово… и стройность неслыханной музыки весьма естественно сделали самое счастливое для актёров впечатление на русских, доставили им полное удовольствие и заслужили удивление».

«Комедии», последовавшие за «Артаксерксовым действом», писались сразу на русском языке и отличались внешней занимательностью, обилием фарсовых сцен, грубоватым натурализмом. По окончании «позорища» зрители направлялись в баню смывать «пакость душевную» . Поведению героев была свойственна особая «живость», связанная с эстетическим требованием «жизнеподобия». В ремарках подробно описывались движения, позы, жесты и мимика персонажей.
Энергичный, деятельный человек был одним из литературных идеалов эпохи русского барокко . В пьесах 1670-х годов проявлялись господствовавшие в обществе представления о динамичности бытия, которое воспринималось как спектакль: «А что во всей вселенней творится, кроме радости и печали? Едина персона радостно играет, а другая печально играет и скоро благосчастия превратится» .

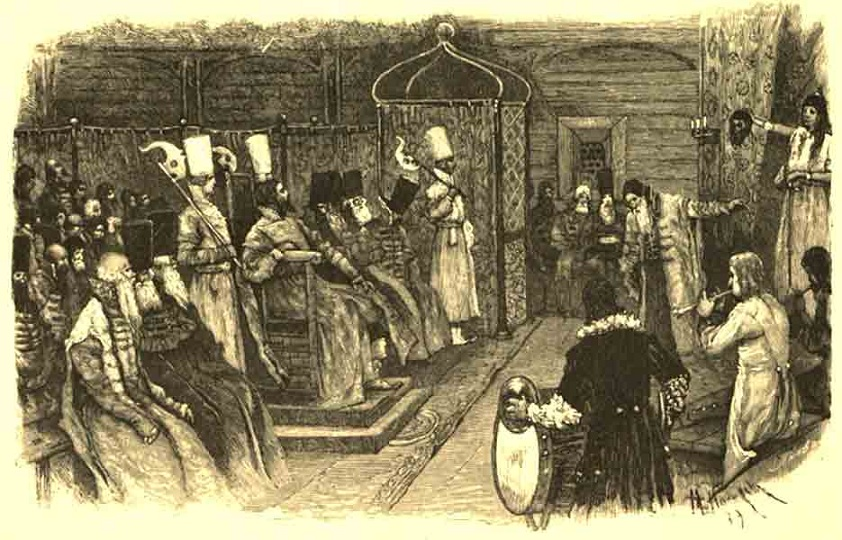
«Представление „Юдифи“ на сцене Преображенского театра 24 ноября 1674 г. в присутствии царя Алексея Михайловича». Гравюра А. Янова с рисунка М. В. Нестерова (1895)

От обвинений в греховности театр защищали нравоучительные прологи, читавшиеся со сцены перед началом представлений . Помимо краткого содержания пьесы, прологи включали в себя отвлечённые рассуждения: «Ничто человека так устрашит, как ожидание предбудущих дел, про которые он зело опасен и кручинен. Занеже нам с породы скрытные дела объявить не мочно, и не можем знать, к добру или ко упадку» .
Со временем «комедийная потеха» стала не только важной частью придворного быта и средством идеологического воспитания, но и формой государственной службы . Присутствие на спектаклях было обязательным для бояр и части придворных . Впрочем, театровед Е. Г. Холодов замечал, что «обязательность не была равнозначна принудительности» . Зачастую царские приближённые под разными предлогами уклонялись от посещения театра, о чём свидетельствуют документы дьяка Приказа тайных дел Ивана Полянского .
Чижинский, сменивший Гивнера незадолго до смерти Алексея Михайловича, успел поставить две комедии («О Давыде с Галиадом» и «О Бахусе с Венусом»), но новый царь Фёдор Алексеевич и его родственники Милославские не питали расположения к этой потехе. Уже в феврале 1676 года главный инициатор создания театра Артамон Матвеев был сослан в Пустозерск, а «комедийные» помещения опустели. Только спустя тридцать лет царевна Наталья Алексеевна возобновила в Преображенском театральные представления.

## Сочинения
Из пьес, составлявших репертуар «Комедийной хоромины», полностью сохранились лишь «Юдифь» и «Есфирь». «Комедия о Тамерлане и Баязете» известна в нескольких дефектных списках, содержание же «Комедии об Егории Храбром», основанной на житии святого покровителя Москвы Георгия Победоносца, реконструируется по описям реквизита и костюмов, поэтому гипотезу о единоличном авторстве Гивнера разделяют не все специалисты  . Однако причастность руководителя театра к написанию этих произведений несомненна.
Став переводчиком Посольского приказа, Гивнер оставил литературные занятия, но не превратился в рядового служащего. Несмотря на то что приказ на протяжении всего XVII века являлся своего рода «литературным центром», среди его сотрудников было мало переводчиков с нескольких языков, а тем более самостоятельных авторов. Гивнер, владевший четырьмя языками, был нехарактерной фигурой. В 1680-е годы он переводил не только дипломатические бумаги, но и документы самого различного содержания. К примеру, в 1686 году Гивнер участвовал в переводе изданной в Страсбурге «Книги огнестрельного художества», за что и был награждён «пятью аршинами сукна да десятью аршинами отласу» . В списке ГПБ сохранился также переведённый им Календарь на 1690 год немецкого математика Иоганна Генриха Фохта под русским названием «Календарь домашний и лекарственный, такожде о войне и миру» .

### «Темир-Аксаково действо»
В основу «Темир-Аксакова действа» положен сюжет трагедий о Тамерлане Кристофера Марло (1587—1588) и Хуана де Гевара (1668), были использованы и материалы книги Жана дю Бека «История Тамерлана Великого» (1594) . Существует мнение об отдалённой связи «Действа» с «Повестью о Темир-Аксаке» — историческим произведением начала XV века о чудесном спасении Москвы от нашествия Тимура . В. А. Бочкарёв находил в тексте комедии прямые переклички с «Повестью», в частности эпизод с вещим сном Темир-Аксака .
Пролог «Действа» специально сообщал о пользе пьес светского содержания: «Комедия человека увеселити может, и всю кручину человеческую в радость превратить» . Подчёркивалось, что представление раскрывает смысл исторических событий, ведь в театре «многие благие научения… выразумети мочно… А кто из того научения прошлые прилучения увидит, тому впредь в забвении не будут, и во всех поступках отведование имети может в древних летех. От таких припадков можем узнать благоумия, чтоб всего злодейства отстать, и ко всему благому приставать» . Сюжет пьесы казался весьма злободневным в связи с назревавшей войной с Турцией . Так, большое значение имела сцена, в которой Тамерлан спрашивал своих воинов, могут ли они «всё турецкое государство преодолеть», — и получал утвердительный ответ . Примечательно, что примерно в то же время были написаны трагедии «Баязет» Жана Расина (1672) и «Тамерлан» Николаса Роу (1702), тоже насыщенные аллюзиями на политическую ситуацию в Европе.

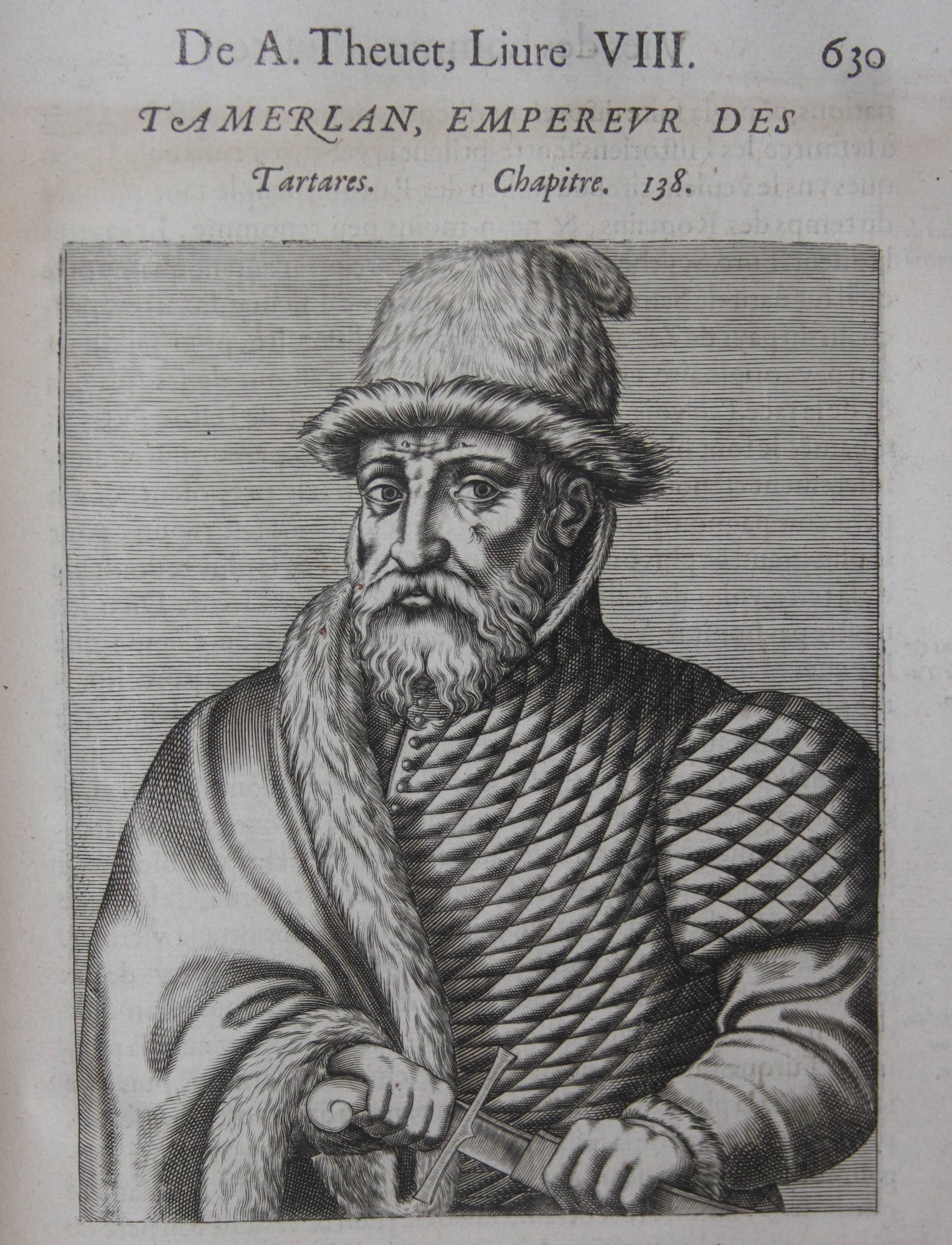
«Тамерлан, император Тартарии». Гравюра Андре Теве (1584)

В «Темир-Аксаковом действе» изображены события, происходившие приблизительно в течение месяца, непосредственно же показано около десяти дней . Ведущей в пьесе является мысль о добродетельном царе — защитнике всех христианских народов. Тамерлан, или Темир-Аксак, представлен православным правителем, вступившимся за единоверцев из греческой земли «кесаря Палеологоса», которых угнетает нечестивый «салтан». Здесь Гивнер следовал европейской «рыцарской» традиции; в русских памятниках («Сказание об иконе Владимирской Божией Матери», хронографы 1441 и 1512 годов) Тамерлан описан как безжалостный завоеватель . Баязет самонадеянно заявляет:

«Присягаю на то, что я кроворазлития и забойства не престану, покамест весь человеческий народ не скажет, что Баязет бог земной… Воину подобает грабить, убивать, такоже и младенца во чреве матери не оставлять, да и пёс во всей греческой земле жив не останется» .

Узнав из «почты с листами» об этой угрозе, Темир-Аксак прежде всего беспокоится о подданных «кесаря»: «Я не токмо печален о своём брате и союзнике Палеологосе, но и паче за простых невинных душ, которые побиты» . Но православный государь уверен: «После злопогодия солнце воссияет» . «Аз же из неба послан, — говорит Темир-Аксак о себе, — да дерзость его [Баязета] усмирю и научу, яко Господь Бог гордых казнит, Его же сила есть гордых низложити, смиренных же возвышати» . Он посылает Баязету гневную грамоту:

«… И тебе, зверовидному разбойнику, надёжно будет знать от нашей коруны, что мы тебя со всею нашею великою силою навестим… и со всеми твоими помощниками зело злою смертию, которую только вымыслить можем, умертвим» .

После этого на сцене происходит «сполох», Темир-Аксак побеждает турецкие войска и заключает Баязета в клетку, где тот — «великий варвар и кровопивец» — в бессильной ярости «голову свою сокрушает» о железные прутья . Зрителям сообщается, что такая участь ожидает каждого, кто одержим неправедным желанием завоёвывать чужие земли. Политический смысл «Действа» особенно прояснялся в финале спектакля: все участники постановки склонялись перед «тишайшим» Алексеем Михайловичем, восклицая: «Дай, Боже, царю счастья!» 
Наряду с героическими персонажами в спектакле фигурировали «дурацкие персоны» Пикельгеринг и Телпел — шуты, бранящиеся между собой и крадущие у воинов вино и закуску . Чередование кровавых сцен с комическими эпизодами сближало «Темир-Аксаково действо» с репертуаром распространённого тогда в протестантской Европе театра «английских комедиантов» .

### Основные издания
- Русские драматические произведения 1672—1725 гг. Т. 1 / сост. Н. С. Тихонравов. — СПб.: Типография Д. Кожанчикова, 1874. — 562 с.
- Ранняя русская драматургия. Т. 2. Русская драматургия последней четверти XVII и начала XVIII вв. / под ред. О. А. Державиной. — М.: Наука, 1972. — 368 с.

## Комментарии
1. ↑  Сохранились сведения о спектакле, устроенном иноземцами в 1664 году в посольском доме на Покровке [12].
2. ↑  В театральной практике того времени термином «комедия» обозначалось любое сценическое представление [13].
3. ↑  Известна челобитная участника «комедийного действа» подьячего Василия Мешалкина «с товарищи», поданная Алексею Михайловичу в июне 1673 года: «... Твоего, великого государя, жалованья корму нам... ничего не учинено, и ныне мы... по вся дни ходя к магистру и учася у него, платьишком ободрались и сапожишками обносились, а пить-есть нечего» [14]. Царь распорядился выдавать каждому из комедиантов по 4 деньги суточных, «опричь воскресных дней» [20].
4. ↑  Исследователь русской литературы С. И. Николаев отмечает, что в 1670-е годы латинский язык в приказе, кроме Гивнера, знали немец Леонтий Гросс и грек Николай Спафарий [43].